# Albrecht Schnarke
Albrecht Schnarke (* 20. September 1906 in Berlin; † 1. Juni 1987 in Kiel) war ein deutscher Marineoffizier, zuletzt Kapitän zur See, Geschäftsführer und Unternehmer.

## Lebenslauf

### Reichsmarine
Albrecht Schnarke trat am 1. April 1926 als Offiziersanwärter in die Reichsmarine ein. Seine Seekadettenausbildung absolvierte er auf dem Leichten Kreuzer Emden, mit dem er vom 14. November 1926 bis 14. März 1928 auf Weltreise ging. Anschließend diente er zwei Jahre als Wachoffizier bei der 1. Minensuch-Halbflottille und dann zwei weitere Jahre als Ordonnanzoffizier und Adjutant bei der I. Marine-Artillerie-Abteilung in Kiel.

### Kriegsmarine
- Ausbildung zum Artillerieoffizier an der Schiffsartillerieschule Kiel-Wik, 1935
- Artillerie-technischer Offizier und Divisionsoffizier auf dem Leichten Kreuzer Karlsruhe
- Artillerie-technischer Offizier auf dem Schulkreuzer Königsberg, 1937
- Referent beim Artillerieversuchskommando für Schiffe, vom November 1938 bis Mai 1940
- Stabsoffizier beim Marineartillerie-Regiment 22 und 24, von Mai 1940 bis Juli 1940 mit Einsatz bei der Einnahme Dünkirchens.
- 2. Admiralstabsoffizier beim Marinebefehlshaber Westfrankreich (Royan), von Juli 1940 bis Dezember 1940, zugleich 1. Admiralstabsoffizier M.d.W.d.G.b.
- Baubelehrung für das Schlachtschiff Tirpitz, von Januar bis Februar 1941
- 1. Flak-Artillerieoffizier auf dem Schlachtschiff Tirpitz, von Februar 1941 bis März 1943
- Kommandeur der 1. Abteilung der Marine-Flugabwehr- und Küstenartillerieschule von März bis September 1943
- Kommandeur der Marine-Flakschule I (Ückeritz), von Oktober 1943 bis Mai 1944
- Kommandeur des Artillerie-Versuchskommandos der Kriegsmarine (Zempin), von Mai 1944 bis Kriegsende, zugleich Kommandeur des Marine-Festungsregiments 4 (Swinemünde), vom 15. Januar 1945 bis 26. März 1945
- Infanterie-Regiment 111, Lagerkommandant Camp Heiligenhafen bis 25. Juli 1945
- Entlassung aus englischer Kriegsgefangenschaft am 25. Juli 1945

### Nachkriegszeit
Unmittelbar nach dem Zweiten Weltkrieg betätigte sich Schnarke zunächst als Landarbeiter auf dem Gut Quarnbek in der Nähe Kiels, dem Zufluchtsort seiner sechsköpfigen Familie. Im September 1945 fand er eine Stellung als Assistent bei der Firma Dr. Ing. Joachim Rathjens, später wurde er Geschäftsführer in einer Filiale der Firma, in der er für 3 ½ Jahre tätig war. In der Zeit nach der Währungsreform betätigte er sich bei einer Versicherungsgesellschaft und versuchte dann mit einer eigenen Bastel- und Modellwerkstatt die Familie zu ernähren. Diese Tätigkeit brachte ihm den Kontakt zum Firmengründer und -inhaber Friedrich Karl Peltzer der Firma Wiking Modellbau. Im September 1949 gelang ihm der Einstieg in diese Firma, in der er später Generalvertreter wurde. Er baute in Kiel eine Zweigfabrik für diese Firma auf, deren Betriebsleiter und Geschäftsführer er dann wurde.

### Bundesmarine
Im Februar 1956 kehrte Albrecht Schnarke zur Marine zurück. In die damals noch junge und im Aufbau befindliche Bundesmarine brachte er sich auf Grund seines Könnens und seines Erfahrungsschatzes auf dem Gebiet der Waffenentwicklung mit ein. Als Fregattenkapitän wurde er im Juni 1956 Chef des Stabes des Marinewaffenkommandos in Kiel und blieb dies mit einer Unterbrechung von Februar 1957 bis Februar 1958 bis September 1962. Zusätzlich war er von Juli 1956 bis Februar 1957 mit der Wahrnehmung der Geschäfte als Kommandeur des Marinewaffenkommandos beauftragt. Ab Oktober 1962 führte er zuletzt das Marinewaffenkommando als Kommandeur, bis er im September 1964 als Kapitän zur See in den Ruhestand versetzt wurde.

### Poseidon GmbH Kiel
Nach seiner Pensionierung trat er im Oktober 1964 als freiberuflicher Mitarbeiter in das Entwicklungsbüro Poseidon GmbH in Kiel ein und übernahm 1968 als Gesellschafter die Geschäftsführung. Die Firma beschäftigte sich mit der Bewaffnung und Ausrüstung von Kriegsschiffen sowie der Erstellung von Baurichtlinien und Bedienungsanweisungen für Marinebesatzungen. Auch hier konnte Schnarke sein exzellentes marinespezifisches Fachwissen einbringen und entwickelte die Firma zu einem angesehenen und erfolgreichen Unternehmen.

### Hobbys
Neben seiner beruflichen Tätigkeit nahm Schnarke sich immer wieder Zeit zum Ausgleich, wie es z. B. sein Interesse für Wirtschaft, Politik und Geschichte und den Bau von Modellschiffen, insbesondere von Kriegsschiffen, zeigt. Eine sehenswerte Modellschiffssammlung von über 2000 Kriegs- und Handelsschiffen in unterschiedlichen Maßstäben aus seinem Nachlass wurden nach seinem Tode dem Kieler Schifffahrtsmuseum übereignet und dort in einer Sonderabteilung der Öffentlichkeit zugänglich gemacht.

## Beförderungen
- April 1928: Fähnrich zur See
- Oktober 1930: Leutnant zur See
- April 1933: Oberleutnant zur See
- 1937: Kapitänleutnant
- April 1941: Korvettenkapitän
- 1. Oktober 1944: Fregattenkapitän
- 13. April 1957: Kapitän zur See

## Auszeichnungen
- Eisernes Kreuz,  II. und I. Klasse
- Kriegsverdienstkreuz, 1. und 2. Klasse mit Schwertern
- Flotten-Kriegsabzeichen